# Cafasse
Cafasse (piemonti nyelven le Cafasse) egy olasz község  Piemont régióban, Torino megyében. A Lanzo-völgyek egyik települése.

## Elhelyezkedése

Cafasse község Torino megye térképén

A vele határos települések: Balangero, Fiano, Germagnano, Lanzo Torinese, Mathi, Vallo Torinese és Villanova Canavese.